# Massapê do Piauí
Massapê do Piauí es un municipio brasileño del estado del Piauí. Se localiza a una latitud 07º27'46" sur y a una longitud 41º07'32" oeste, estando a una altitud de 270 metros. Su población estimada en 2004 era de 6 326 habitantes. Su nombre significa tierra fértil, argilosa, de color escura, derivado del latín maspètum,i.
Posee un área de 553,53 km².